# Zygostates dasyrhiza
Zygostates dasyrhiza är en orkidéart som först beskrevs av Friedrich Fritz Wilhelm Ludwig Kraenzlin, och fick sitt nu gällande namn av Rudolf Schlechter. Zygostates dasyrhiza ingår i släktet Zygostates och familjen orkidéer. Inga underarter finns listade i Catalogue of Life.